# Кузьменко Борис Володимирович
Бори́с Володи́мирович Кузьме́нко (*27 червня 1955, Київ) — доктор технічних наук, професор.

## Біографія
Народився 27 червня 1955 року в м. Києві.
У 1979 році закінчив механіко-математичний факультет Національного університету ім. Т. Г. Шевченка, у 1980 році — енергетичний факультет Національного університету харчових технологій, а у 1989 році — спецфакультет Національного технічного університету «Київський політехнічний інститут».
Кандидат технічних наук з червня 1985 р., старший науковий співробітник з 1991 р., доктор технічних наук з 1995 р., професор 3 2001 р.
Професор Київського національного університету культури та мистецтв (кафедра комп'ютерних наук) та Державного університету інформаційно-комунікаційних технологій (кафедра управління інформаційною безпекою).
З 1996 р. працює в Інституті вугільних енерготехнологій НАНУ, де є старшим науковим співробітником.
Член редколегій науково-виробничих журналів «Автоматизація та електрифікація сільськогосподарського виробництва» та «Електротехніка і механіка». Також був членом редколегії журналу «Энергетика и электрификация» Мінпаливенерго України, член вченої ради Інституту вугільних енерготехнологій НАНУ.
Тривалий час був членом спеціалізованої вченої ради Д 26.004.07 із захисту докторських і кандидатських дисертацій.
Співпрацював зі структурами апарату Кабінету Міністрів України (відділ КМУ (пізніше Управління) паливно-енергетичного комплексу) та Верховної ради України (Комітет ВРУ з питань паливно-енергетичного комплексу, ядерної політики та ядерної безпеки), питання становлення та реформування паливно-енергетичного комплексу України.

## Творчий доробок
Опублікував понад 250 наукових праць, у тому числі 2 монографії, 48 навчальних посібників, 11 методичних розробок.
- Корчевой Ю. П., Кузьменко Б. В., Майстренко А. Ю. Современные угольные энерготехнологии", К.: Украинский дом экономических и научно-технических знаний Украины, 1998 г- 63 с.;
- Кузьменко, Борис Володимирович. Спеціальні розділи вищої математики: Нечіткі множини, нечіткі відношення, нечітка логіка та основи теорії наближених міркувань, двійкові динамічні системи, теорія випадкових функцій і процесів, прикладна теорія катастроф [Текст]: навч. посібник / Борис Володимирович Кузьменко, Віталій Пилипович Лисенко. — К. : Фенікс, 2006. — 416 с. : рис. — с. 404—407. — ISBN 966-651-298-X;
- Кузьменко Б. В., Чайковська О. А. Чисельні методи в інформатиці. Навчальний посібник.- К.: Видавничий відділ КНУКІМ, 2009.- 66 с., ISBN 966-602-154-4;
- Кузьменко Б. В., Лисенко В. П., Решетюк В. М. Моделювання технологічних процесів. — К.: Фенікс, 2008 р. — 160 с., ISBN 978-966-651-520-2;
- Кузьменко Б. В., Чайковська О. А. Системи штучного інтелекту.- К.: Альтерпрес, 2006 р.- 137 с., ISBN 966-542-303-7;
- Кузьменко Б. В., Чайковська О. А. Моделювання систем (навчальний посібник).- К.: Видавничий відділ КНУКІМ, 2009 р. — 134 с., ISBN 966-602-141-2;
- Кузьменко Б. В., Чайковська О. А. Захист інформації: ч.1 — Організаційно-правові засоби забезпечення інформаційної безпеки, К.: Видавничий відділ КНУКІМ, 2009 р. — 83 с., ч.2 — Програмно технічні засоби забезпечення інформаційної безпеки, К.:Видавничий відділ КНУКІМ, 2009 р. — 69 с., ISBN 966-602-157-9;
- Кузьменко Б. В., Чайковська О. А. Теорія прийняття рішень. Навчальний посібник.- К.: Видавничий відділ КНУКІМ, 2010.- 130 с., ISBN 966-602-160-9;
- Кузьменко Б. В. Лисенко В. П. Теплове самозаймання паливних сумішей. Монографія. — К.: Фенікс, 2010.- 200 с., ISNB 978-966-651-695-7;
- Кузьменко Б. В., Чайковська О. А. Технологія розподілених систем та паралельних обчислень. Навчальний посібник: конспект лекцій, частина 1. Розподілені системи та паралельні обчислення, паралельне програмування на основі МРІ. — К.: Видавничий центр КНУКІМ, — 2011. — 162 с., частина 2. Паралельні методи: множення матриці на вектор; матричного множення; розв'язку систем лінійних рівнянь; розв'язку диференціальних рівнянь в частинних похідних, — Видавничий центр КНУКІМ. — 2011. — 92 с.;
- Кузьменко Б. В., Мальчевський І. А. Теплове самозаймання пиловугільних сумішей. Монографія. — К.: Наукова думка, 2011.- 278 с. ISNB 978-966-00-1078-9; та ін.

Основний напрям наукової роботи — математичне моделювання, застосування математичних моделей у наукових дослідженнях, інформатика і обчислювальна техніка, моделювання процесів і систем, захист інформації, системи штучного інтелекту, та ін.